# بوکووکا (استان اشوی‌داشکسیه)
بوکووکا (به لهستانی: Bukówka) یک منطقهٔ مسکونی در لهستان است که در گمینا پاوووو واقع شده‌است. بوکووکا ۲۸۰ نفر جمعیت دارد.